# How to Ride a Dragon's Storm
 How to Ride a Dragon's Storm  (no Brasil,  Como Navegar em uma Tempestade de Dragão) é o sétimo livro da série Como Treinar Seu Dragão, escrita e ilustrada pela autora bestseller Cressida Cowel. Foi lançado no Reino Unido em 26 de agosto de 2008 pela Editora Hodder Children's Books e no Brasil em novembro de 2011 pela Editora Intrínseca.

## Sinopse
Soluço Spantosicus Strondus III foi um extraordinário Herói Viquingue. Chefe guerreiro, mestre no combate com espadas e naturalista amador, era conhecido por todo o território viquingue como "O encantador de dragões", devido ao poder que exercia sobre as terríveis feras.
A bordo do navio Sonho Americano 2, tripulado pela tribo dos Histéricos, Soluço Spantosicus Strondus III, o desajeitado herdeiro da tribo dos Hooligans Cabeludos, precisa salvar não só a sua pele e a de seus melhores amigos: o destino de todo o povo bárbaro está em suas mãos.
Como navegar em uma tempestade de dragão, sétima aventura da série, começa com a participação do inseparável trio Soluço, Camicazi e Perna-de-Peixe, além dos dragões de caça Banguela e Mosca da Tempestade, na tradicional Competição Amistosa de Nado Intertribal. No entanto, durante a competição, os improváveis heróis são sequestrados e acabam em uma expedição que cruzará todo o Grande Oceano Ocidental - e encontram bestas dignas de mitos medievais ao longo do caminho rumo ao Novo Mundo.
Soluço tem três meses, cinco dias e seis horas para descobrir a América, voltar a Berk, salvar seu pai, derrotar as Serpentes-polares e vencer a Competição Amistosa de Nado Intertribal. Será que ele vai conseguir???

## Enredo
A história começa na praia na parte inferior das Montanhas Assassinas. Insensato, o Assassino convida duas tribos, as Ladras do Pântano e os Hooligans Cabeludos para se juntarem à Tribo Assassina pra uma Competição Amistosa de Nado Intertribal. O vencedor pode fazer um pedido que será concedida pelos três chefes das três tribos. O vencedor da corrida de natação é o último homem (ou mulher) que voltar a praia, ou seja, aquele que nadar até mais longe. Insensato, Stoico e Bertha Peituda partem para a água mais lentamente do que os outros, pois tem certeza de que eles vão ganhar a corrida. Insensato e seu assistente Abscesso riem do fato das Ladras do Pântano e dos Hooligans estarem todos untados banha de Asagorda para se manter aquecidos, e mostra-lhes o Óleo de Presagorda do Roxo Mais Intenso que eles estão usando, que é tão quente que um vapor subia do peito de Insensato. E então eles diz-lhes que há um pote à beira da água e que eles podem usar. Abcesso assegura aos dois chefes que eles podem voltar, porque a corrida não começa até que você comece a nadar. Os dois chefes percebem que o jarro está vazio, e também percebem que eles foram enganados para voltar para a praia em três minutos e vinte e dois segundos, sendo declarados os perdedores da corrida. Soluço, Camicazi e Perna-de-Peixe têm dificuldade em nadar as águas mais distantes, apesar de seus dragões caça tentarem ajudar, especialmente Perna-de-Peixe, que usava boias de braço. Eles encontram Melequento e Bafoca de Malquício, que destroem boias de braço Perna-de-Peixe. Camicazi e Perna-de-Peixe são puxados para debaixo d'água depois de um tempo. Soluço também é puxado para baixo, e é puxado de volta à superfície, percebendo que ele e seus amigos foram capturados por Linguetas de Rapina, uma espécie de dragão. Eles são levados para um navio e amarrados. Seus dragões caça são amarrados também.
No navio acontece estão Insensato e Norberto, o Demente (Chefe dos Histéricos) e Abcesso. Norbert pediu a Insensato para trazer Soluço, Camicazi e Perna-de-Peixe para o barco, em troca de deixá-lo descansar no barco por algumas horas, antes que ele volte a praia, sendo o último homem a voltar. Depois que Insensato e Abscesso saem, Norberto pega de volta a coisa que tiquetaqueia que Soluço e Camicazi haviam roubado dele antes. Norberto tenta usar a coisa para chegar à América. Norberto está prestes a matar Soluço, Camicazi e Perna-de-Peixe com Machado do Destino, mas é forçado a desatar os três, porque ele não sabe ler a coisa que tiquetaqueia, mas Soluço consegue. Soluço e seus amigos exploram o barco, encontrando muitas engenhocas interessantes que foram feitas por Norberto (os Histéricos são grandes inventores), por exemplo: uma máquina que gera um ruído estridente que irá assustar dragões gigantes e uma máquina voadora que é testada por membros da tripulação a cada dia, mas sempre colide com o oceano. Soluço descobre que há escravos chamados Peregrinos do Norte no barco, um povo que odeia viquingues. Ele cai no portal do lugar onde ficam os escravos por acidente um dia e conhece Filhote de Urso e sua avó. Soluço pede ao Peregrinos do Norte para não matá-lo, e promete libertá-los. A Avó de Filhote de Urso concorda, mas marca Soluço com a Marca dos Escravos para garantir que ele cumpra a promessa, e ele é resgatado por Norberto. O barco atinge a terra das Serpentes-polares, onde vivem dragões perigosos chamados Serpentes-polares. Soluço decide usar o trago-de-dragão para fazer os Histéricos adormecerem e fugir com os Peregrinos do Norte. Soluço derrama trago-de-dragão no jantar da tripulação, fazendo todos caírem no sono. Depois que todos os Peregrinos do Norte estão seguros nos barcos de emergência, Soluço cai fora do barco e sobe um iceberg, onde e é perseguido em uma caverna por Serpentes-polares. Soluço acorda acidentalmente um dragão gigante, que também persegue Soluço. Soluço consegue voltar para o barco, e usa a máquina que gera um alto ruído agudo para manter o monstro longe, identificando-o como um Leviatorgã. De volta as Montanhas Assassinas, Insensato é claramente o vencedor, e exige Stoico e Bertha Peituda sejam sacrificados para os Dragões do Céu. Velho Enrugado anuncia que Soluço, Perna-de-Peixe e Camicazi ainda não voltaram, e como Barbadura, o Terrível, já voltou depois de três meses, cinco dias e seis horas, eles esperarão esse tempo antes de Insensato ser declarado vencedor, e os outros dois chefes ficarão sob a custódia temporária de Insensato.
A América está à vista, mas uma tempestade irrompe e o Leviatorgã da caverna ataca o navio. Norberto e Soluço lutam na parte superior do navio. Um raio atinge o machado de Norberto e desvia pro mar, matando Norberto e o Leviatorgã. Soluço desce do mastro, enquanto nada, ele bate a cabeça em uma caldeirão que lhe deixa confuso, e então ele desmaia. Ele é resgatado por Perna-de-Peixe e Camicazi.
Camicazi e Perna-de-Peixe são resgatados pelos Peregrinos do Norte. Os dois levam Soluço a bordo também, e depois do tratamento da Avó de Filhote de Urso, Soluço desperta. Depois de um longo tempo, a coisa que tiquetaqueia começar a tiquetaquear mais alto porque Velho Enrugado tinha colocado um alarme nele. Com apenas seis horas faltando, e pensando que Velho Enrugado realmente tinha um motivo para definir o alarme, os três voam para Berk com a máquina voadora de Norberto, que os Peregrinos do Norte tinha recolhido. A máquina funciona bem, mas conforme eles se aproximam de Berk, a máquina quebra e cai no oceano. Soluço e seus amigos chegam a tempo, como Soluço é a última pessoa a voltar, sem ter pedido ajuda a ninguém, ele é declarado o vencedor. Como prêmio, ele exige que Insensato cante uma canção de amor na próxima “Coisa”, vestido como uma linda pastorinha.

## Capítulos
Segue uma lista com o nome dos capítulos do livro em português do Brasil conforme a tradução da Editora Intrínseca.
| Cap. |  | Brasil                                                     |
| ---- |  | ---------------------------------------------------------- |
| #    |  | A maldição da avó de Filhote de Urso                       |
| 1    |  | Uma Competição de Nado Digna de Viquingues                 |
| 2    |  | Que vença o mais gordo (e menos estúpido)                  |
| 3    |  | Aquele Melequento não é um cara adorável?                  |
| 4    |  | Uma situação muito, muito ruim                             |
| 5    |  | Um velho e desagradável conhecido                          |
| 6    |  | O Machado do Destino decide                                |
| 7    |  | A expedição para descobrir a América                       |
| 8    |  | A Marca dos Escravos                                       |
| 9    |  | A Terra das Serpentes-polares                              |
| 10   |  | A aventura de Banguela na Tenda da Cozinha                 |
| 11   |  | A fuga do Sonho Americano 2                                |
| 12   |  | C-C-C-C-OOOORRRRRAAAA!!!!!!                                |
| 13   |  | Eles estavam agora no território Dele                      |
| 14   |  | Enquanto isso, nas Montanhas Assassinas                    |
| 15   |  | "É um longo caminho até a América                          |
| 16   |  | Terra à vista!!!!!!                                        |
| 17   |  | O Leviatorgã ataca                                         |
| 18   |  | No alto do mastro do Sonho Americano 2                     |
| 19   |  | Continua batendo os pés, é uma longa distância até em casa |
| 20   |  | A coisa que tiquetaqueia começa a tiquetaquear mais alto   |
| 21   |  | O fim da Competição de Nado                                |
| #    |  | A maldição da avó de Filhote de Urso                       |